# Ferry Corsten
Ferry Corsten narozen 4. prosince 1973 v Rotterdamu, Nizozemsko, je jeden z prvních průkopníků trance stylu, DJ a remixer.

## Kariéra
Ferry Corsten začal pracovat jako hudebník roku 1991, ve kterém začal produkovat gabber singly, později rozšířil pole své působnosti také na housovou a trance scénu. V roce 1999 vydává (jako System F) Out of the Blue, melodický singl, který se okamžitě stává hitem tanečních parketů na celém světě. Jeho rostoucí popularita na konci 90. let vedla ke spolupráci s mnoha známými trancovými DJ a hudebníky jako DJ Tiësto (Gouryella, Vimana), Vincent de Moor (Veracocha) a Robert Smit (Starparty). V roce 1999 byl také Ferry zvolen jako producent roku Ericsson Muzik Award v Londýně. Roku 2000 byl oceněn za nejlepší remix Barber's Adagio For Strings (William Ørbit) na Dancestar 2000 awards.

Roku 1997 Ferry a Robert Smit založili Tsunami Records - taneční vydavatelství společně s německou taneční formací Purple Eye Entertainment. Ferry tedy částečně mixoval Trance Nation společně s Ministry of Sound, které se prodaly celosvětově milióny kopií.

Ferry také přispěl do projektu remixů japonské superstar Ayumi Hamasaki. Vytvořil a zremixoval song Connected, který byl s dalšími remixy vydán jako německý singl.
Před nedávnem našel Ferry nové nahrávací studio Flashover Recordings.
Jeho píseň Fire byla nominována v kategorii nejlepší trance video na 2006 Trance Awards Archivováno 29. 6. 2007 na Wayback Machine..
Ferry Corsten si odbyl svůj debut ve hře Second Life 27. února 2007 na Grand Opening v klubu Glam Scum na Skyros Island.
Pseudonymy: 4x4, A Jolly Good Fellow, Albion, Bypass, Cyber F, Dance Therapy, Digital Control, Eon, Exiter, Ferr, Firmly Underground, Free Inside, Funk Einsatz, Kinky Toys, Moonman, Party Cruiser, Ransom, Pulp Victim, Raya Shaku, Sidewinder, System F, The Nutter, Zenithal.
Koprodukční pseudonymy: Alter Native, Blade Racer, Discodroids, Double Dutch, Elektrika, Energiya, FB, Fernick, Gouryella, Mind To Mind, Nixieland, Penetrator, Project Aurora, Roef, S.O.A, Scum, Selected Worx, Sons Of Aliens, Soundcheck, Spirit Of Adventure, Starparty, The Tellurians, Veracocha, Vimana

## Discografie

### Alba
- 1996 Looking Forward (jako Ferr)
- 2000 Early Works & Remix Projects (jako Kinky Toys)
- 2001 Out of the Blue (jako System F)
- 2002 The Very Best Of Ferry Corsten (vydáno pouze v japonsku)
- 2003 Right of Way
- 2004 Together (jako System F)
- 2004 Best (Japanese release only as System F/Gouryella/Cyber F)
- 2005 Best Of System F & Gouryella (Part One)
- 2006 L.E.F. (Loud, Electronic and Ferocious)
- 2006 Best Of System F & Gouryella (Part Two)
- 2008 Twice In A Blue Moon
- 2012 WKND
- 2016 From The Heavens (Jako Gouryella)
- 2017 Blueprint

### Singly
- 1994 Skip Da Dipp (jako Free Inside)
- 1994 Underground (jako Free Inside)
- 1995 Dancing Sparks (jako A Jolly Good Fellow)
- 1995 Doodlebug (jako Exiter)
- 1995 Eyes In The Sky (jako Exiter)
- 1995 Never Felt (This Way) (jako Free Inside)
- 1995 Trezpazz (jako Exiter)
- 1996 Cyberia (jako Bypass)
- 1996 Docking (jako Riptide)
- 1996 Don't Be Afraid (jako Moonman) - #60 UK
- 1996 Galaxia (jako Moonman) - #50 UK (2000 release)
- 1996 Gimme Your Love (jako The Nutter)
- 1996 Intentions (jako Skywalker)
- 1996 Keep It Going (jako A Jolly Good Fellow)
- 1996 Killer Beats (jako A Jolly Good Fellow)
- 1996 Legend (jako Ferr)
- 1996 Locked On Target (jako The Nutter)
- 1996 Lunalife (jako Lunalife)
- 1996 Macarony (jako Skywalker)
- 1996 Marsfire (jako Moonman)
- 1996 Midnight Moods (jako Ferr)
- 1996 Mindfuck (jako The Nutter)
- 1996 Moony (jako Riptide)
- 1996 My Bass (jako A Jolly Good Fellow)
- 1996 NightTime Experience (jako Ferr)
- 1996 Seed (jako Skywalker)
- 1996 Supernatural (jako Lunalife)
- 1996 The Rising Sun '(jako Raya Shaku)
- 1996 This Record Is Being Played In Clubs, Discolounges, House- Basement- Or Blockparties (jako Party Cruiser)
- 1997 Another World (jako Pulp Victim)
- 1997 Carpe Diem (jako Kinky Toys)
- 1997 Click (jako Riptide)
- 1997 Cry For Your Love (jako Bypass)
- 1997 Dissimilation (jako Kinky Toys)
- 1997 Dope (jako Riptide)
- 1997 Dreams Last For Long (jako Pulp Victim)
- 1997 Dreamscape (jako Ferr)
- 1997 First Light (jako Moonman)
- 1997 Going Back (jako Riptide)
- 1997 Hide & Seek (jako Firmly Underground)
- 1997 Hit 'M Hard (jako Kinky Toys)
- 1997 I'm Losing Control (jako Pulp Victim)
- 1997 Iquana (jako Exiter)
- 1997 Mind Over Matter (jako Pulp Victim)
- 1997 Mozaiks (jako Firmly Underground)
- 1997 Reach For The Sky (jako Albion)
- 1997 Salamander (jako Exiter)
- 1997 Somewhere Out There (Aliens Are Lurking) (jako Kinky Toys)
- 1997 Stardust (jako Ferr)
- 1997 The Lizard (jako Exiter)
- 1997 The World (jako Pulp Victim)
- 1997 Transition (jako Ferr)
- 1998 Air (jako Albion)
- 1998 Freak Waves (jako Pulp Victim)
- 1998 Hit The Honeypot (jako Sidewinder)
- 1998 Mindsensations (jako Sidewinder)
- 1999 Don't Be Afraid '99 (jako Moonman) - #41 UK
- 1999 Got2Get2Gether (jako Riptide)
- 1999 Out Of The Blue (jako System F) - #14 UK
- 2000 Air 2000 (jako Albion) - #59 UK
- 2000 Cry (jako System F) (s Robertem Smitem) - #19 UK
- 2000 Dreams Last For Long (jako Digital Control)
- 2000 Unplugged, Mixed & Motion (jako System F) (s Robertem Smitem)
- 2001 Dance Valley Theme 2001 (jako System F)
- 2001 Exhale (jako System F s Arminem van Buurenem)
- 2001 My Dance (jako Funk Einsatz)
- 2001 Soul On Soul (jako System F s Marcem Almondem)
- 2002 In The Beginning (s Rogerem Goodeem)
- 2002 Moonlight
- 2002 Needle Juice (jako System F)
- 2002 Pocket Damage (jako Eon)
- 2002 Punk - #29 UK
- 2002 Solstice (jako System F)
- 2002 Talk To Me (jako Eon)
- 2003 Indigo
- 2003 Out of The Blue (2nd 2003 edition jako System F)
- 2003 Rock Your Body Rock - #11 UK (2004 vydání)
- 2003 Spaceman (jako System F)
- 2004 Believe The Punk (Bootleg představuje Lange)
- 2004 Everything Goes
- 2004 Ignition, Sequence, Start! (jako System F)
- 2004 It's Time - #51 UK
- 2004 Midsummer Rain (jako 4x4)
- 2004 Right Of Way
- 2004 Sweet Sorrow
- 2004 The Love I Lost (jako East West)
- 2005 Holding On
- 2005 Pegasus (jako System F)
- 2005 Reaching Your Soul (jako System F)
- 2005 Star Traveller
- 2005 Sublime
- 2005 The Midnight Sun (jako Cyber F)
- 2006 Fire - #40 UK
- 2006 Junk, #38 NL
- 2006 Watch Out - #57 UK
- 2006 Whatever!
- 2007 Beautiful
- 2007 Forever

### Koprodukce
- Alter Native (s Robertem Smitem) (singl)
  - 1995 Joy Factory
  - 1996 I Feel Good
  - 1997 The Warning

- Blade Racer (s Robertem Smitem) (singl)
  - 1996 Master Blaster Party

- Discodroids (s Peterem Nijbornem) (Singles)
  - 1996 The Show
  - 1997 Interspace
  - 1998 Energy

- Double Dutch (s Robertem Smitem) (singl)
  - 1998 Here We Go…!

- Elektrika (s Robertem Smitem) (singl)
  - 1998 It Makes Me Move
  - 1998 Whisper

- Energiya (s Robertem Smitem) (singl)
  - 1997 Straight Kickin
  - 1997 Tomba Dance

- FB (s Bennym Benassim) (singl)
  - 2006 Who's Knockin'?

- Fernick (with Nickem Kazemianem) (singl)
  - 1996 What Would You Like Me To Do
  - 1998 Haus

- Gouryella (s DJ Tiëstem) (singl)
  - 1998 Gouryella #15
  - 1999 Walhalla #27
  - 1999 In Walhalla
  - 1999 Gorella
  - 2000 Tenshi #45
  - 2002 Ligaya (DJ Tiëstose neúčastnil)

- Mind To Mind (s Pietem Bervoetsem) (singl)
  - 1992 Zen
  - 1997 Music Is My Life

- Nixieland (s Pietem Bervoetsem) (singl)
  - 1998 All I Need, All I Want

- Penetrator (s Pietem Bervoetsem) (singl)
  - 1997 Love Entry

- Project Aurora (s Lucinem Foortem a Ronem Maserem) (singl)
  - 1999 Sinners

- Roef (s Robertem Smitem) (singl)
  - 1997 Outthere

- S.O.A (s Robertem Smitem a Reném de Ruyterem)
  - 1993 Schollevaar Feelings (album)

- Scum (s Robertem Smitem) (singl)
  - 1994 Your Gun

- Selected Worx (s Robertem Smitem) (singl)
  - 1998 Volume 1

- Sons Of Aliens (s Robertem Smitem)
  - 1994 Intruders EP (album)
  - 1994 Welcome To Dew.Lokh (album)
  - 1995 In Love EP (Single)

- Soundcheck (s Andreém Van Den Boshem) (singl)
  - 1999 Minddrive

- Spirit Of Adventure (s Robertem Smitem, Johnem Matze a René de Ruyterem)
  - 1991 Spirit Of Adventure

- Starparty (s Robertem Smitem) (singl)
  - 1997 I'm In Love #26

- The Tellurians (s Robertem Smitem, Johnem Matze a René de Ruyterem)
  - 1992 Illustrator E.P.
  - 1996 The Navigator
  - 1996 Nightflight
  - 1998 Space Is The Place
  - 1999 Danca Alderbaran

- Veracocha (s Vincentem De Moorem) (singl)
  - 1999 Drafting
  - 1999 Carte Blanche #22

- Vimana (s DJ Tiëstem) (singl)
  - 1999 We Came
  - 1999 Dreamtime

- Zenithal (s Reném de Ruyterem)
  - 1992 Ssshht EP
  - 1996 Alasca (singl)

### DJ kompilace
- 1999 Live at Innercity (1CD)
- 1999 Solar Serenades (1CD)
- 1999 Trance Nation Volume One (2CD)
- 1999 Trance Nation Volume Two (2CD)
- 2000 Judge Jules' Judgements Sundays (1CD)
- 2000 Oslo Central (1CD)
- 2000 Trance Match (jako System F s Arminem van Buurenem) (1CD)
- 2000 Trance Nation Volume Three (2CD)
- 2000 Trance Nation Volume Four (2CD)
- 2000 Tsunami One (with Robert Smit) (1CD)
- 2001 Live at Dance Valley 2001 (1CD)
- 2001 Global Trancemissions 01: Amsterdam (1CD)
- 2001 Trance Nation Volume Five (Trance Nation 2001) (2CD)
- 2001 Trancedome 1 (1CD)
- 2002 Global Trancemissions 02: Ibiza (1CD)
- 2002 Trance Nation Volume Six (Trance Nation 2002) (2CD)
- 2002 World Tour Tokyo (1CD + DVD)
- 2003 Kontor Top Of The Clubs Vol. 18 (1CD)
- 2003 Mixed Live: Spundae Los Angeles (1CD)
- 2003 World Tour Washington (1CD)
- 2004 Dance Valley 2004 Mainstage (2CD)
- 2004 Infinite Euphoria (2CD)
- 2005 Creamfields 2005 (1CD)
- 2005 Passport: Kingdom of the Netherlands (1CD Europe Edition)
- 2005 Passport: Kingdom of the Netherlands (2CD USA Edition)
- 2006 Exclusive Mix (Mixmag March 2006 Bonus CD) (1CD)
- 2007 Passport: USA (1CD + DVD)

### Remixy
- 2 Brothers On The 4Th Floor - Do You Know? (Dance Therapy Remix)
- 2 Brothers On The 4Th Floor - I'm Thinkin' Of U (Dance Therapy Remix)
- 2 Brothers On The 4Th Floor - The Sun Will Be Shining (Dance Threrapy Remix)
- 2 Brothers On The 4Th Floor - There's A Key (Dance Threrapy Remix)
- 2 Brothers On The 4Th Floor - Where You're Going To? (Dance Therapy Remix)
- Ami Suzuki - Around The World (Ferry Corsten Remix)
- Ami Suzuki - Fantastic (Ferry Corsten Remix)
- Apoptygma Berzerk - Kathy's Song (Come Lie Next To Me) (Ferry Corsten Remix)
- Arkadia - Now (Moonman Remix)
- Armand van Helden - Witch Doktor (Free Inside Remix)
- Art of Trance - Madagascar (Ferry Corsten Remix)
- Atlantic Ocean - The Cycle Of Life (Discodroids Remix)
- Aven - All I Wanna Do (Ferry Corsten Remix)
- Ayla - Ayla (Veracocha Remix)
- Ayumi Hamasaki A Song for XX (Ferry Corsten Chilled Mix)
- Ayumi Hamasaki - Connected (Ferry Corsten Remix)
- Ayumi Hamasaki Kanariya (System F remix)
- Ayumi Hamasaki - Whatever (System F Remix)
- Azzido Da Bass - Dooms Night (Timo Maas Remix) (Ferry Corsten Edit)
- Ballyhoo feat. Xandra - Feelin' Good (Cada Club Mix)
- BBE - Seven Days And One Week (Ferry Corsten Remix)
- Binary Finary - 1999 (Gouryella Remix)
- Blackwater - Deep Down (Dance Therapy Mix)
- Blank & Jones - Flying To The Moon (Moonman Remix)
- BT feat. JC Chasez - The Force Of Gravity (Ferry Corsten Bootleg Remake)
- Cape 4 - Africa (Ferry Corsten Remix)
- Cascade - Transcend (Moonman's Trancedental Flight Remix)
- Ceremony X feat. Enrico - Planet Of Dreams (Keep It Live) (Kinky Toys Remix)
- Chestnut - Pot Of Gold (Ferry Corsten Remix)
- Chiara - Guardian Angel (Dance Therapy Remix)
- Chiara - Nowhere To Run (Moonman Remix)
- Corderoy - Sweetest Dreams (Ferry Corsten Remix)
- Coco & Stonebridge - The Beach (Riptide's Absolute Pressure Mix)
- Cosmic Gate - The Truth (Ferry Corsten Remix)
- Crooklyn Clan vs. DJ Kool - Here We Go Now (Dance Therapy Remix)
- Cygnus X - The Orange Theme (Moonman's Orange Juice Mix)
- De Bos - Chase (Pulp Victim's Chase Remix)
- De Bos - On The Run (Pulp Victim Remix)
- Desiderio - Starlight (Ferry Corsten Remix)
- Digital Control - Dreams Last For Long (Ferry Corsten vs. Night & Day Remix)
- Digital Control - Dreams Last For Long (Pulp Victim Extended Remix)
- Digital Control - Dreams Last For Long (Vincent de Moor vs. Pulp Victim Remix)
- Discodroids - Energy (Moonman Remix)
- DJ Philip - Heaven (Moonman Remix)
- Dreamon - The Beat (A Jolly Good Remix)
- Duran Duran - (Reach Up For The) Sunrise (Ferry Corsten Dub Mix)
- E.F.O. - Now (Moonman's Flashover Mix)
- Electrique Boutique - Revelation (Ferry Corsten Remix)
- Elles De Graaf - Show You My World (Ferry Corsten Remix)
- Every Little Thing - For The Moment (Ferry Corsten Remix)
- Evoke - Arms Of Loren (Ferry Corsten Remix)
- F Massif - Somebody (Ferry Corsten Remix)
- F-Action - Thanks To You (Ferry Corsten Remix)
- Faithless feat. Boy George - Why Go (Ferry Corsten Remix)
- FB - Who's Knockin' (Feat. Edun) (Ferry Corsten Remix)
- Fearless - Inca (Ferry Corsten Remix)
- Ferry Corsten - It's Time (Ferry Corsten's Flashover Remix)
- Ferry Corsten & Ramin Djawadi - Prison Break Theme (Ferry Corsten's Breakout Mix)
- Ferry Corsten - Rock Your Body, Rock (Ferry Corsten Remix)
- Ferry Corsten - Sweet Sorrow (Ferry Corsten Fix)
- Ferry Corsten feat. Guru - Junk (Ferry Corsten's Flashover Remix)
- Ferry Corsten feat. Shelley Harland - Holding On (Ferry Corsten's Flashover Remix)
- Ferry Corsten feat. Simon Le Bon - Fire (Ferry Corsten's Flashover Remix)
- Fischerspooner - Never Win (Benny Benassi Remix) (Ferry Corsten Edit)
- Formologic - My X-Perience (Moonman Remix)
- Freakyman - Discobug '97 (Got The Feelin' Now) (Dance Therapy Remix)
- Funky See Funky Do - The Thing (Moonman Dub Remix)
- Future Breeze - How Much Can You Take (Ferry Corsten Remix)
- Future Breeze - Smile (Ferry Corsten Remix)
- Gouryella - Ligaya (Ferry Corsten Remix)
- Hole In One - Amhran In 7th Phase (Ferr's Subliminal Remix)
- Hole In One - Ride The Moon (Starcruise Remix)
- Hole In One - Yoga Session (The Tellurians Mix)
- Kai Tracid - Conscious (Ferry Corsten Remix)
- Kamaya Painters - Endless Wave (Albion Remix)
- Klubbheads - Klubbhopping (A Jolly Good Remix)
- Kosheen - Catch (Ferry Corsten Remix)
- Libra Presents Taylor - Anomaly (Calling Your Name) (Ferry Corsten Remix)
- Lighthouse Family - Happy (Ferry Corsten Remix)
- Liquid Child - Return Of Atlantis (Ferry Corsten Remix)
- Love Child - Liberta (Moonman Remix)
- Luis Paris - Incantation (Ferry Corsten & Robert Smit Remix)
- Marc Et Claude - I Need Your Lovin' (Ferry Corsten Remix)
- Marc Et Claude - La (Moonman's Flashover Mix)
- Marc Et Claude - Ne (Moonman's Flashover Mix)
- Marco Borsato - De Bestemming (Ferry Corsten Remix)
- Matt Darey - Liberation (Fly Like An Angel) (Feat. Marcella Woods) (Ferry Corsten Remix)
- Mind One - Hurt Of Intention (Ferry Corsten Remix)
- Moby - In My Heart (Ferry Corsten Remix)
- Moby - Why Does My Heart Feel So Bad (Ferry Corsten Remix)
- Moonman - Don't Be Afraid (Ferr Remix) + (Moonman Remix) + (Ferry Corsten '99 Remix)
- Mother's Pride - Learning To Fly (Moonman Remix)
- Movin' Melodies - Fiesta Conga '98 (Dance Therapy Remix)
- Mr.S. Oliver - Funkin' Down The Track (The Best DJ) (Moonman Remix)
- Nance - Kiss It! (Dance Therapy Remix)
- Nick K - Fluctuation (Ferry Corsten Remix)
- Oceanlab feat. Justine Suissa - Clear Blue Water (Ferry Corsten Remix)
- Oliver Prime - I Was A Bee (Ambrosia Remix) (Ferry Corsten Edit)
- Paradiso - Shine (Dance Therapy Club Mix)
- Peplab - Welcome To The Bear (Ferry Corsten Remix)
- PF Project Feat. Ewan McGregor - Choose Life (Ferry Corsten Remix)
- Pirate - Leaving The Sun Feat. Bob Dylan (Ferry Corsten Remix)
- Pulp Victim - The World
- Pulp Victim - The World '99(Moonman Remix)
- Push - Universal Nation 1999 (Ferry Corsten Remix)
- Push - Universal Nation 2003 (Ferry Corsten Remix)
- R.O.O.S. - Body, Mind & Spirit (Dance Therapy Club Remix)
- R.O.O.S. - Instant Moments (Waiting For) (Dance Therapy Club Remix)
- Rachel - Is It Wrong Is It Right?
- Rainy City Music - Deep Space (The Discovery) (The Tellurians Remix)
- Rank 1 - Awakening (Ferry Corsten Remix)
- Ransom - My Dance (Ferry Corsten Remix)
- Raya Shaku - The Rising Sun (Ferr Remix)
- Roger Goode - In The Beginning Again (Ferry Corsten Remix)
- Ronald Clark - Speak To Me (Rainy City's Tellurian Revamp Mix)
- Sex U All - Nasty Girl (Nasty Groove Mix)
- Solange - Messages (Gouryella Remix)
- Starparty - I'm In Love (Ferry Corsten Remix)
- Starparty - I'm In Love (Ferry Corsten & Robert Smit Remix)
- Stonebridge - Freak On (Feat. Ultra Nate) (Ferry Corsten Remix)
- Subsola - So Pure (Ferry Corsten Remix)
- Sundance - Sundance (Moonman Remix)
- System F - Cry (DotNL Mix)
- System F - Cry (Ferry Corsten Club Remix)
- System F - Insolation (Ferry Corsten's Flashover Remix)
- System F - Out Of The Blue (System F's 5AM Remix)
- Techno Matic - It's Time To Party (Spirit Of Adventure Remix)
- Telex - Radio Radio (The Tellurians Mix)
- The Gatekeepers - Widdeldiduu (Roef Mix)
- The Generator - Where Are You Now (Moonman Remix)
- The Space Brothers - Forgiven (I Feel Your Love) (Pulp Victim Remix)
- The Tellurians - Space Is The Space (Barbarella Strikes Back Mix)
- The Tellurians - Space Is The Space (Deep Space Is The Place Mix)
- The Thrillseekers - Synaesthesia 2004 (Ferry Corsten Remix)
- The Timeless Love On Orchestra - I Feel Love (The Tellurians House Mix)
- Tony Walker - Field Of Joy (Ferry Corsten Remix)
- Topcat - Chicago (Pulp Victim Remix)
- Trance Induction - ET Welcome Song '99 (Ferry Corsten Remix)
- Two Phunky People - DJ Killa! (Moonman Remix)
- U2 - New Year's Day (Ferry Corsten Remix)
- Vanessa Aman - Wishin' On A Star (Drum N' Bass Therapy Mix)
- Vincent de Moor - Orion City (Moonman's Drift Remix)
- Waldo - The Look (Cada's Jungle Mix)
- William Orbit - Barber's Adagio For Strings (Ferry Corsten Remix)
- William Orbit - Ravel's Pavane Pour Une Infante Defunte (Ferry Corsten Remix)
- Yoji Biomehanika - Theme From Bangin' Globe (System F Remix)
- Yosh presents @-Large - Groundshaker (Discodroids Remix)

Pozn.: nejedná se o kompletní výčet remixů.